# Tongoloa tenuifolia
Tongoloa tenuifolia är en flockblommig växtart som beskrevs av H.Wolff. Tongoloa tenuifolia ingår i släktet Tongoloa och familjen flockblommiga växter. Inga underarter finns listade i Catalogue of Life.